# پرسفید سیاه

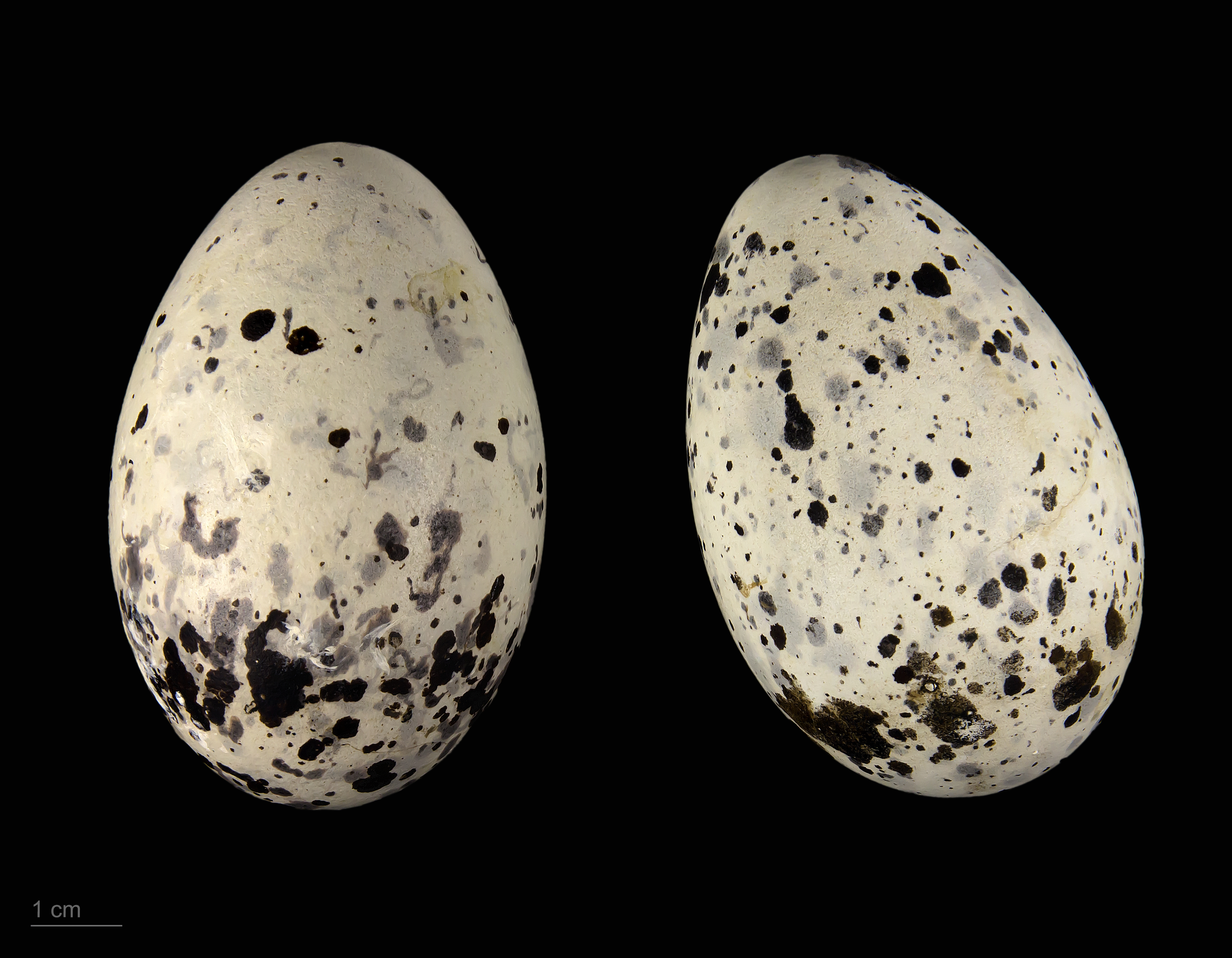
Cepphus grylle grylle

پَرسفید سیاه (نام علمی: Cepphus grylle) نام یک گونه از تیره ماهی‌گیرک است.